# Питър Блейк (сценарист)
Питър Блейк (на английски: Petеr Blake) е американски телевизионен сценарист и продуцент. Изпълнителен продуцент е на хитовия сериал „Д-р Хаус“. След като завършва Право в Харвардския университет през 1995 г., Блейк работи за кратко като адвокат, а после като мениджмънт консултант преди да се премести в Лос Анджелис, за да работи във филмовата индустрия.